# Nikoloz Baratasjvili
Furst Nikoloz Baratasjvili (georgiska: ნიკოლოზ ბარათაშვილი), född 1817, död 1845, var en georgisk poet. Han kallades ofta ”den Georgiske Byron”.